# When Lizzie Disappeared
When Lizzie Disappeared è un cortometraggio muto del 1916 scritto e diretto da Al E. Christie (Al Christie).

## Produzione
Il film fu prodotto dalla Nestor Film Company.

## Distribuzione
Distribuito dall'Universal Film Manufacturing Company, il film - un cortometraggio di una bobina - uscì nelle sale cinematografiche USA il 10 marzo 1916.